# ルイ3世・ダンジュー
ルイ3世・ダンジュー（フランス語：Louis III d'Anjou, 1403年9月25日 - 1434年11月12日）は、名目上のナポリ王（1417年 - 1426年）、カラブリア公（1426年 - 1434年）、およびプロヴァンス伯、メーヌ伯、アンジュー公（1417年 - 1434年）。ルイ2世・ダンジューとヨランド・ダラゴンの長男。イタリア語名はルイージ3世・ダンジョ（Luigi III d'Angiò）。フランス王シャルル7世の王妃マリー・ダンジュー、アンジュー公ルネ・ダンジュー、メーヌ伯シャルル4世・ダンジューの兄。

## 生涯
母ヨランドがアラゴン王マルティン1世の姪だったことから、マルティン1世の死によってアラゴン王家が断絶した際に王位継承の候補者の一人とされていたが、カスティーリャ王家（トラスタマラ家）のフェルナンド1世が王位を継承した（カスペの妥協を参照）。ナポリ女王ジョヴァンナ2世の後継者にも選ばれたが、1434年に彼女に先立って亡くなった。
サヴォイア公アメデーオ8世の娘マルゲリータ（マルグリット）と結婚したが子供はなく、31歳で早世した後は弟のルネが所領を相続した。